# Obersuhler Aue
Die Obersuhler Aue ist ein großflächiger offener Grünlandbereich im nordosthessischen Landkreis Hersfeld-Rotenburg. Das durch traditionelle Beweidung und Mahd entstandene Gebiet, das mit drei Seiten an Thüringen grenzt, ist zum Lebensraum für viele schutzwürdige Pflanzen- und Tierarten geworden. Um die unterschiedlich feuchten Wiesen und Brachflächen zu bewahren und zu schützen, wurde die Aue im Jahr 1990 zum Naturschutzgebiet erklärt und später als ein Fauna-Flora-Habitat-Gebiet in dem europaweiten Netz von Schutzgebieten „Natura 2000“ verankert. Als eine von vier Teilflächen gehört der Wiesenbereich auch zu dem Europäischen Vogelschutzgebiet „Rhäden von Obersuhl und Auen an der mittleren Werra“, das als wichtiges Brut- und Rastgebiet für bestandsgefährdete Vogelarten gilt.

## Lage
Das Schutzgebiet liegt südöstlich von Obersuhl, dem größten Ortsteil der Gemeinde Wildeck im Landkreis Hersfeld-Rotenburg im Nordosten von Hessen. Im Westen grenzen Kiesabbauflächen und Abgrabungsgewässer direkt an das Gebiet und an ihrer nördlichen, östlichen und südlichen Seite wird die Aue von dem Naturschutzgebiet „Werraaue bei Berka und Untersuhl“ im thüringischen Wartburgkreis umschlossen. In der naturräumlichen Gliederung Deutschlands, die auf der Geografischen Landesaufnahme des Instituts für Landeskunde Bad Godesberg basiert, wird die Obersuhler Aue dem Berkaer Becken (359.12) im Salzungen-Herleshausener Werratal (359.1) des Salzunger Werraberglands (359) zugeordnet. Nach Norden geht der Bereich in den Solztrottenwald (357.21) des Fulda-Werra-Berglands (357) über. Sie befinden sich alle innerhalb der Haupteinheitengruppe des Osthessischen Berglands (35).

## Berkaer Allee

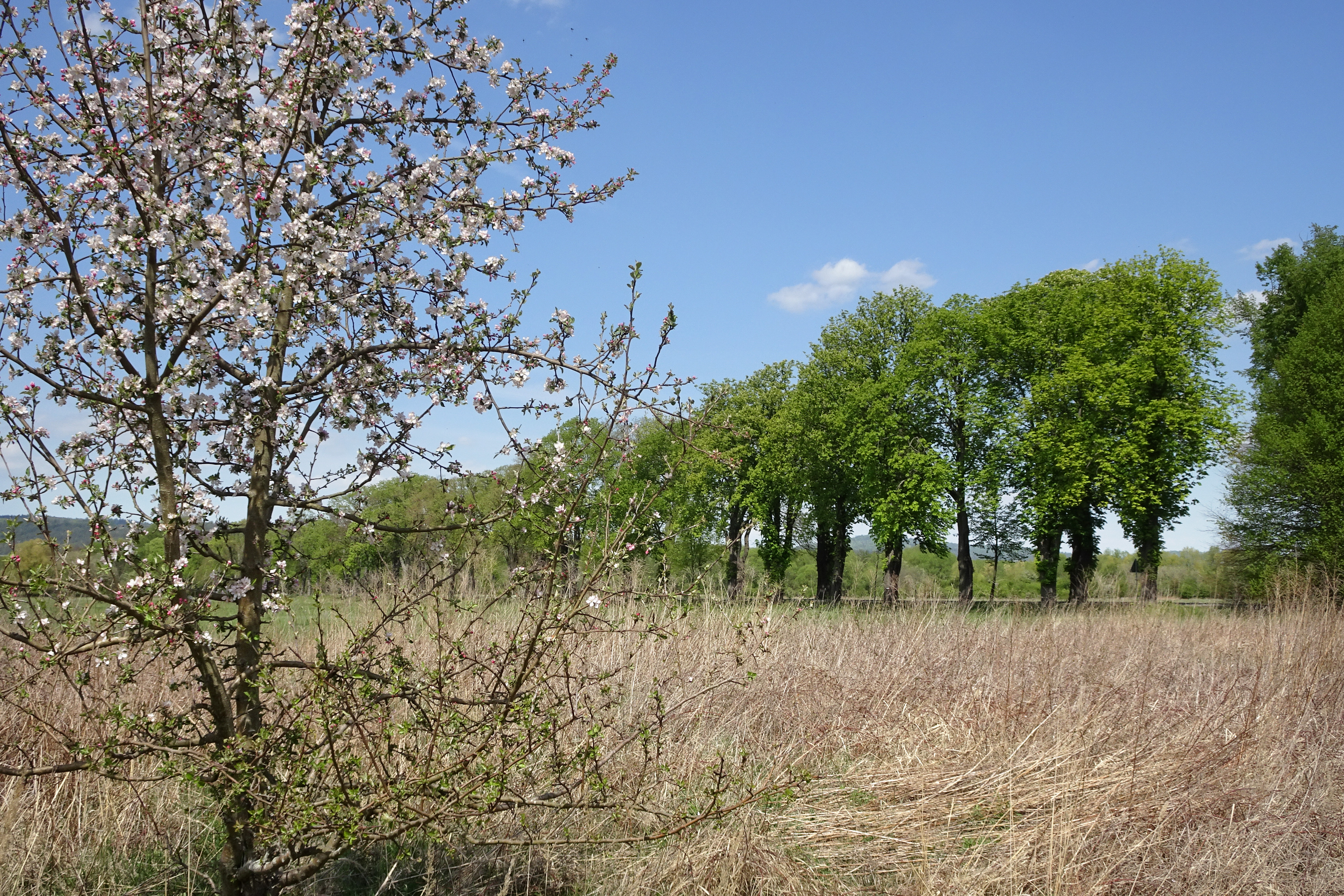
Die „Berkaer Allee“, die das Schutzgebiet durchquert, gehört zu den wenigen noch erhaltenen hessischen Lindenalleen.

Im östlichen Teil durchquert die Landesstraße 3250a das Schutzgebiet. Sie verbindet als Landesstraße 1022 die thüringischen Orte Untersuhl und Berka. In den Zeiten des geteilten Deutschlands endeten beide Seiten, des 560 Meter langen hessischen Teils, an den Grenzanlagen der DDR. Die Straße war nur über die Aue erreichbar. Dieser, als Berkaer Allee bekannte Straßenabschnitt, mit seinen landschaftsprägenden rund achtzig Bäumen, wird wegen der wenigen noch erhaltenen hessischen Lindenalleen als eine Besonderheit angesehen. Aus naturschutzfachlicher Sicht dagegen, stellt die Zerschneidung des Gebiets durch die vielbefahrene Landstraße eine deutliche Beeinträchtigung dar.

## Entstehung des Gebietes
Im Eiszeitalter der Erdgeschichte erstreckte sich, in der durch Auslaugungsprozesse mächtiger Salzlager entstandenen Senke, ein ausgedehnter Landsee. Prähistorische Funde lassen vermuten, dass dieser See, mindestens teilweise, noch bis dreitausend bis fünfhundert Jahre vor der Zeitenwende existierte. Wie aus dem zurückgelassenen Geschiebe angenommen wird, hatte er einen Abfluss nach Westen und Anschluss an das Flusssystem der Fulda, bis sich durch tektonische Vorgänge die Talschwelle bei Hörschel vertiefte und die heutige Werra entstand. Die Reste des ehemaligen Sees verlandeten im Lauf der Zeit, das Gebiet wurde nach und nach mit einem System von Gräben entwässert und größtenteils als Wiesen- und Weideland bewirtschaftet. Durch die zunehmende Aufgabe landwirtschaftlich genutzter Flächen, seit Ende der 1980er Jahre, verstärkte sich die Tendenz der Verbrachung. Dieser Entwicklung sollte mit dem Kauf zahlreicher Parzellen durch das Land Hessen und der Ausweisung zum Naturschutzgebiet entgegengewirkt werden.

## Biotope des Schutzgebiets
Der Auenbereich in der offenen Landschaft des Werratals wird von großflächigen Glatthafer- und Feuchtwiesen geprägt. Im Südwesten hat sich ein Mosaik aus Gehölzen, Brachen, Seggenrieden und Röhrichten sowie durch Kiesabbau entstandene Seen und kleinen Stillgewässern ausgebildet. Die Schutzwürdigkeit ergibt sich vor allem aus der „bundesweit bedeutenden Ausprägung einer großflächigen, unzerschnittenen Aue und ihrer Funktion als wichtiger Rastplatz und Brutbiotop für Wiesenvögel und als Lebensraum für eine Vielzahl seltener und gefährdeter Tier- und Pflanzenarten“. Nach der Fauna-Flora-Habitatrichtlinie gelten zwei in der Aue vorkommende Lebensraumtypen als Gebiete von gemeinschaftlicher Bedeutung, die unter Schutz gestellt werden müssen.

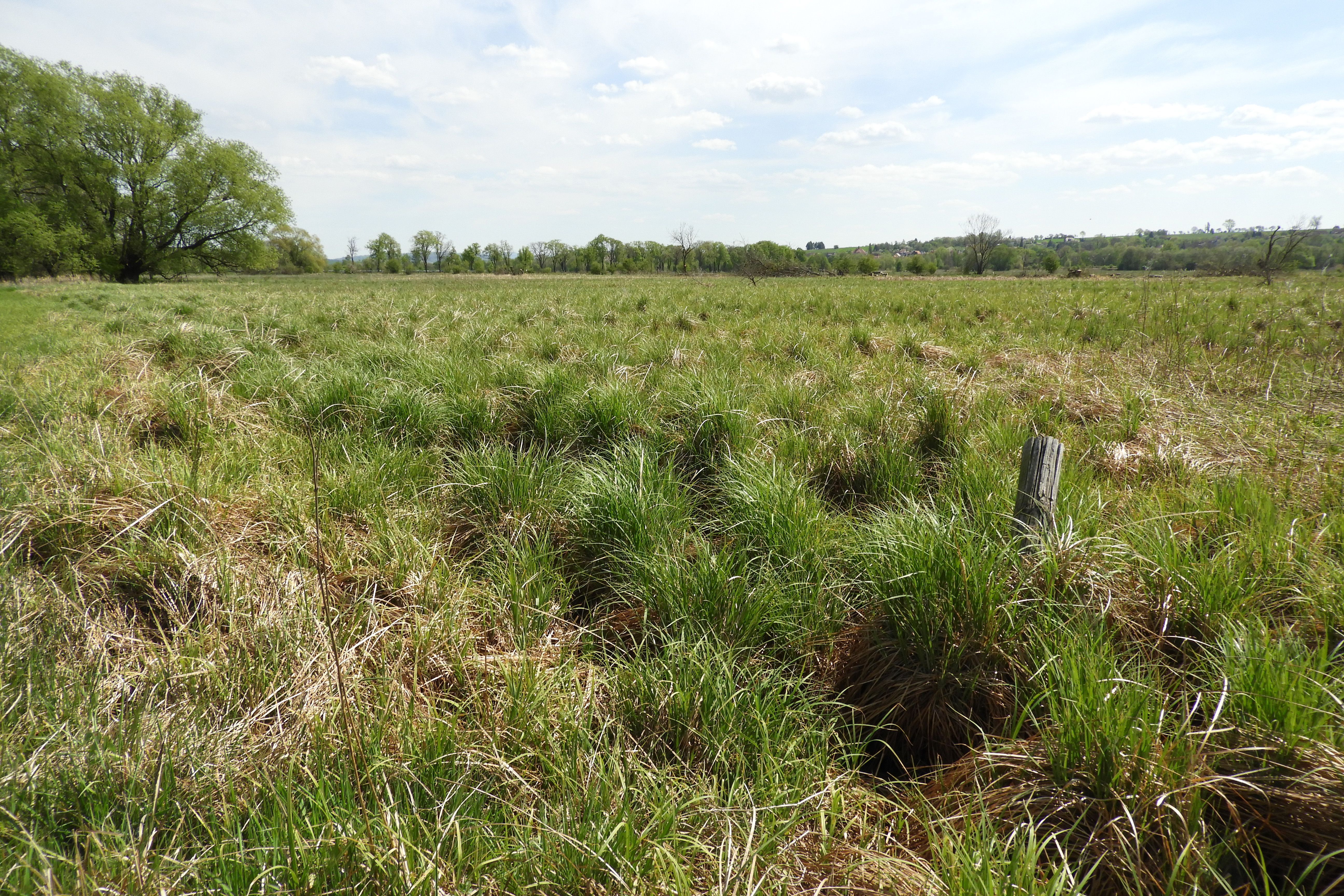
Der zentrale Teil des Schutzgebiets wird von Feuchtwiesen eingenommen.

- Magere Flachland-Mähwiesen

Der FFH-relevante Lebensraumtyp bedeckt im Gebiet rund 25 Hektar. Durch die Intensivierung der Landwirtschaft, mit verstärkter Düngung und häufiger Mahd, ist dieser Wiesentyp in Deutschland selten geworden. Die meisten Wiesen gelten als verarmt und werden nur noch von wenigen Gräsern besiedelt. Die verbliebenen mageren Mähwiesen werden dagegen nur extensiv genutzt. Der erste Schnitt erfolgt, bedingt durch die geringere Wuchsleistung, später im Jahr und nicht vor der Hauptblütezeit der Gräser. Diese späte Mahd ermöglicht es einer Vielfalt von Pflanzenarten und Gräsern sich zu etablieren.
Die Bestände in der nordöstlichen Hälfte des Gebiets werden der Pflanzengesellschaft der Glatthaferwiese zugeordnet. Neben den dominierenden Obergräsern Wiesen-Fuchsschwanz und Wolliges Honiggras finden sich mit hohen Anteilen auch Untergräser wie Rot-Schwingel und Gewöhnliches Ruchgras sowie einige buntblühende krautige Pflanzen wie Wiesen-Flockenblume, Gemeine Schafgarbe, Wiesen-Platterbse oder Wiesen-Glockenblume. Als bedeutsam wird das Vorkommen des Großen Wiesenknopfes, mit Beständen auf fast allen Flächen, gewertet.
- Natürliche nährstoffreiche Seen

Im Pleistozän lagerten sich alluviale Sedimente ab, die mächtige Sand- und Kiesschichten bildeten, die kleinflächig ausgebeutet wurden. In den aufgelassenen Abgrabungen sind offene Wasserflächen entstanden. Der Wasserstand der Gewässer scheint stark zu schwanken, die Uferzonen fallen zeitweise trocken. Der naturschutzfachliche Wert der Gewässer wird vor allem in ihrer Bedeutung für die Amphibien- und Libellenfauna gesehen.

## Fauna

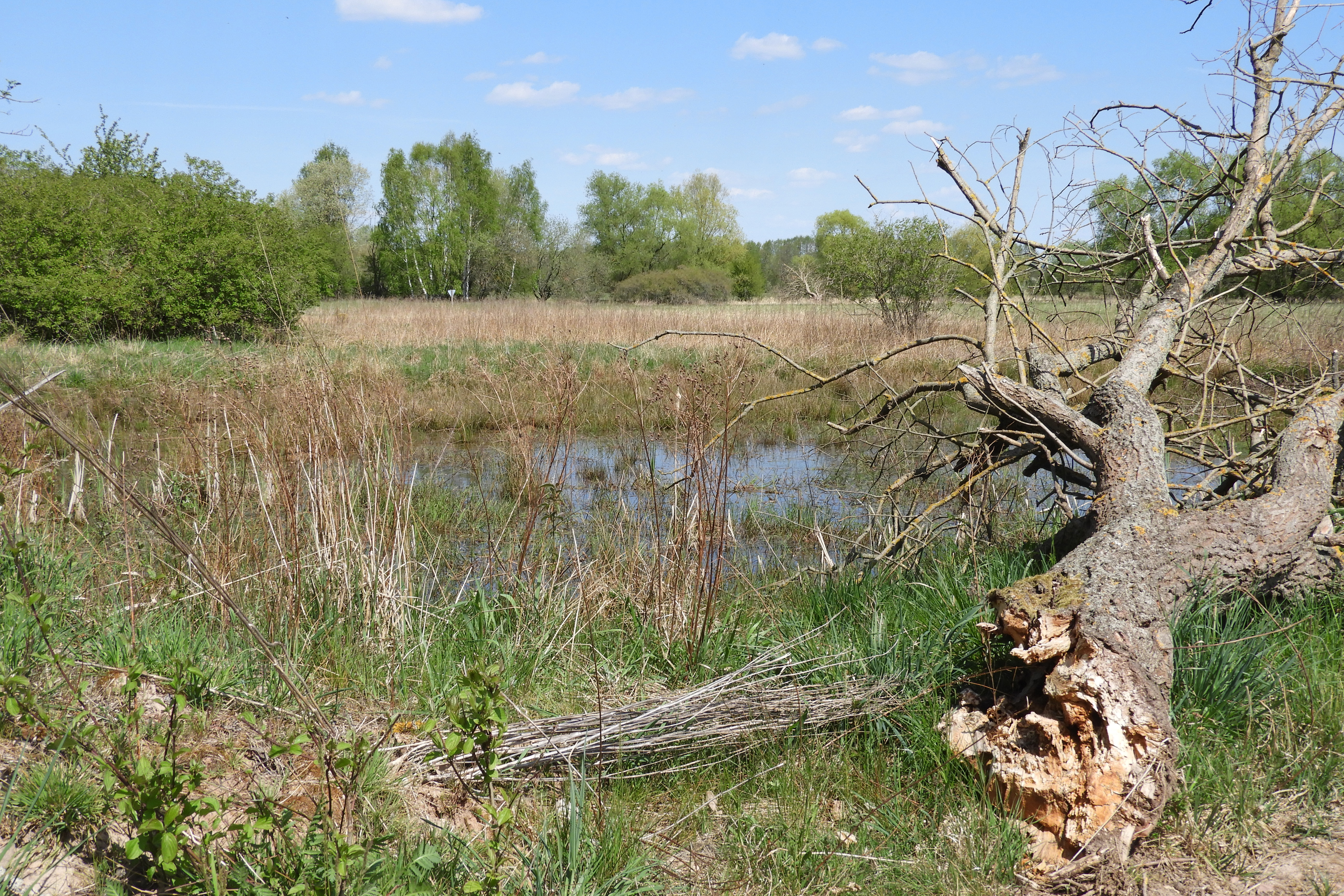
Die flachen besonnten Tümpel in den Wiesen bieten den Amphibien Lebensraum.

Die Ausprägung der Aue, als ein großflächiger, durch traditionelle Nutzung entstandener, offener Grünlandbereich, der Wiesenvögeln und einer Vielzahl seltener und gefährdeter Tierarten Habitate bietet, begründet die Schutzwürdigkeit.
- Tagfalter und Heuschrecken

Die Wiesen sind Lebensraum für viele Schmetterlings- und Heuschreckenarten. Als erwähnenswert gilt das Vorkommen des Dunklen Wiesenknopf-Ameisenbläulings. Er gehört zu den Arten, die so stark bedroht sind, dass sie voraussichtlich aussterben, wenn sich die Störung ihres ungewöhnlichen Lebenszyklus fortsetzt. Da er europaweit gefährdet ist und als Schlüsselart gilt, wird er als besonders schützenswert in der Fauna-Flora-Habitat-Richtlinie aufgeführt. Für seine Erhaltung müssen besondere Schutzgebiete ausgewiesen werden. Die meisten Falter dieser Art wurden im Schutzgebiet entlang nicht gemähter Säume und an den Rändern von Brachen beobachtet.
Bei den Begehungen im Rahmen der Grunddatenerfassung wurden rund zwanzig Schmetterlingsarten nachgewiesen. Die häufigste Art war das Große Ochsenauge, von dem im Erfassungszeitraum mehrere Tausend Individuen beobachtet wurden. Mit Goldener Acht, Braunem Feuerfalter und Schwalbenschwanz sind Schmetterlinge gesehen worden, die nach der „Roten Liste“ Hessens zu den Arten gehören, die bedroht sind oder deren Zahl merklich zurückgegangen ist.
Aus der Heuschreckenfauna konnten in den Wiesen zehn Arten beobachtet werden, von denen die meisten in der Kulturlandschaft häufig und verbreitet auftreten. Nur mit der Sumpfschrecke und der Kurzflügligen Schwertschrecke finden zwei seltene und gefährdete Arten in den feuchten Standorten einen geeigneten Lebensraum. Die untersuchenden Wissenschaftler schließen nicht aus, dass noch einige weitere Arten, besonders der nachtaktiven und gehölzbewohnenden Heuschrecken, im Gebiet vorkommen können.
- Amphibien

Von den Amphibien finden neun Arten im Schutzgebiet ihren charakteristischen Lebensbereich. Aus herpetologischer Sicht kommen vor allen den großen Populationen von Gelbbauchunken und Kammmolchen eine sehr hohe Bedeutung zu. Sie sind nach dem Anhang II der Fauna-Flora-Habitat-Richtlinie streng zu schützende Arten, für deren ökologische Bedürfnisse im Natura-2000-Netz Schutzgebiete einzurichten sind, um ihre Bestände zu erhalten. Die Gelbbauchunke, die von der Deutschen Gesellschaft für Herpetologie und Terrarienkunde zum Lurch des Jahres 2014 gekürt wurde und der Kammmolch haben hier, in der Obersuhler Aue, eine ihrer bedeutendsten Populationen in Nordhessen.
Unter denen im Schutzgebiet nachgewiesenen Amphibien kommen mit Kreuzkröte und Laubfrosch zwei weitere Arten vor, die europaweit durch die FFH-Richtlinie unter Schutz stehen, weil ihr Bestand bedroht ist. Als schützenswert gelten auch Erdkröte, Grünfrosch, Teich- und Bergmolch. Sie gehören zu den Arten, deren Zahl merklich zurückgegangen ist, die aber aktuell noch nicht als gefährdet gelten.
- Vögel

Seit Ende der 1960er Jahre wurden rund einhundert Vogelarten in der Aue beobachtet. Unter ihnen sind auch besonders schutzbedürftige Vögel, die nach dem Anhang I der Vogelschutzrichtlinie, aufgrund geringer Bestände, kleiner Verbreitungsgebiete oder wegen ihrer besonderen Habitatsansprüche vom Aussterben bedroht sind. Zu ihnen gehören mit Brutrevieren in der Aue Eisvogel, Grauspecht, Blaukehlchen, Neuntöter, Rohrweihe und Tüpfelsumpfhuhn. Als Durchzügler wurden Rohrdommel, Pracht- und Sterntaucher gesehen. Der Nachweis von Nachtreiher und Wachtelkönig wurde als bemerkenswert angesehen. Weiß- und Schwarzstorch werden regelmäßig bei der Nahrungssuche in den Wiesen angetroffen.

## Unterschutzstellung
- Naturschutzgebiet

Die Geschichte der Unterschutzstellung begann in den 1980er Jahren. In dieser Zeit war die Aue im Norden, Süden und Osten noch von den Grenzanlagen der DDR umschlossen. Mit einer Verordnung der Bezirksdirektion für Forsten und Naturschutz in Kassel vom 26. Mai 1986 wurde die Fläche für ein geplantes Landschaftsschutzgebiet für die Dauer von drei Jahren gesichert. Die einstweilige Sicherstellung wurde dann im Jahr 1989 um zwei weitere Jahre auf fünf Jahre verlängert, bis im August 1990 die Ausweisung von 52,52 Hektar des Auenbereichs zum Naturschutzgebiet folgte. Schutzzweck war „die unterschiedlich feuchten Auewiesen und Brachflächen als Brut- und Nahrungsgebiet für seltene, bestandsgefährdete Vogelarten zu sichern und durch gezielte Pflegemaßnahmen zu verbessern“. Eine erneute Ausweisung, mit einer jetzt auf rund 68 Hektar nach Westen vergrößerten Fläche folgte im Jahr 2002, mit dem ergänzenden Ziel, die „durch die traditionelle Wiesen- und Weidennutzung im Auenbereich entstandene Grünlandgesellschaft zu bewahren und die in unserer Kulturlandschaft selten gewordenen Feuchtwiesen und Feuchtgebiete als Lebensraum für viele zum Teil auch seltene und gefährdete Pflanzen- und Tierarten zu schützen.“ Das Naturschutzgebiet bekam die nationale Kennung 1632018 und den WDPA-Code 164903.
- Fauna-Flora-Habitat-Gebiet

Im Rahmen der Fauna-Flora-Habitat-Richtlinie wurde das Naturschutzgebiet im Jahr 2002 vom Land Hessen der EU-Kommission für das länderübergreifende Netz besonderer Schutzgebiete Natura 2000 gemeldet. Natura 2000 hat die Förderung der biologischen Vielfalt zum Ziel und will einen günstigen Zustand der natürlichen Biotope bewahren oder wiederherzustellen. Das FFH-Gebiet, mit der gleichen Größe und Abgrenzung wie das Naturschutzgebiet, hat im europaweiten Schutzgebietssystem die Nummer 5026-302 und den WDPA-Code 555520380. Die Festsetzung der Gebietsgrenzen und der Erhaltungsziele erfolgte in der „Verordnung über die Natura-2000-Gebiete in Hessen“ vom 16. Januar 2008.
Zu den schützenswerten Lebensraumtypen (kurz: LRT), die als von gemeinschaftlichem Interesse gelten und für deren Erhaltung besondere Schutzgebiete ausgewiesen werden müssen, gehören „Magere Flachland-Mähwiesen“ (LRT 6510) und „Natürliche und naturnahe nährstoffreiche Stillgewässer mit Laichkraut- oder Froschbiss-Gesellschaften“ (LRT 3150). Mit ausschlaggebend für die Ausweisung zum FFH-Gebiet waren auch die hier vorkommenden Populationen des Dunklen Wiesenknopf-Ameisenbläulings mit seinen Vermehrungshabitaten sowie die Bestände des Kammmolches und der Gelbbauchunke. Sie sind nach dem Anhang II der FFH-Richtlinie stark gefährdete und streng geschützte Arten, für die ebenfalls besondere Schutzgebiete ausgewiesen werden müssen.
- Europäisches Vogelschutzgebiet

Die Obersuhler Aue ist eine von vier Teilflächen des EU-Vogelschutzgebiets „Rhäden von Obersuhl und Auen an der mittleren Werra“. Zu dem rund 540 Hektar großem Gebiet mit der Gebietsnummer 5026-402 und dem WDPA-Code 555537602, gehören noch die beiden FFH- und Naturschutzgebiete „Rhäden bei Obersuhl und Bosserode“ und „Rohrlache von Heringen“ sowie das FFH-Gebiet „Werraaue von Herleshausen“. Die naturnahen Auenwiesenlandschaften des Schutzgebiets besitzen Feuchtgebiete, Nassbrachen, Röhrichte, Großseggenriede und offene Wasserflächen. Sie gelten als landesweit bedeutendes Rast- und Überwinterungsgebiet für Wasser-, Wat- und Schreitvögel und auch als überregional bedeutsames Brutgebiet für Weißstorch, Schlagschwirl, Blaukehlchen und andere streng geschützte Arten des Anhangs I der Vogelschutz-Richtlinie.
- Nationales Naturmonument „Grünes Band Hessen“

Mit dem Gesetz über das Nationale Naturmonument „Grünes Band Hessen“, das der Hessische Landtag im Januar 2023 beschlossen hatte, wurde das Schutzgebiet vollständig in den Biotopverbund integriert. In dem, in drei Zonen aufgeteilten Grünen Band, liegen die Flächen der Aue innerhalb der Zone. I, das die „unbeeinflusste, natürliche Dynamik der Ökosysteme mit ihren Zusammenbruchs- und Pionierphasen und der dazugehörigen Fauna und Flora“ sichern soll. Gemeinsam dem Grünen Band Thüringen, das mit der Entscheidung des Thüringer Landtages bereits im Jahr. 2018 zum Nationalen Naturmonument erklärt wurde, verbindet es zahlreiche seltene Lebensräume entlang der ehemaligen innerdeutschen Grenze und soll zur Erhaltung der biologischen Vielfalt beitragen.
- Benachbarte Schutzgebiete

In Verbindung mit den benachbarten hessischen Naturschutzgebieten „Rhäden bei Obersuhl und Bosserode“ und „Rohrlache von Heringen“ sowie den thüringischen Naturschutzgebieten „Werraaue bei Berka und Untersuhl“, „Alte Werra“, „Dankmarshäuser Rhäden“ und „Rohrlache zwischen Dippach und Dankmarshausen“ gehört die Obersuhler Aue zu dem Verbund der feuchten Ökosysteme des Mittleren Werratals. Die Schutzgebiete gelten als ein bedeutender Teil des „Grünen Bandes“ und sind Bestandteile eines der wertvollsten Wiesenbrütergebiete.

## Touristische Erschließung

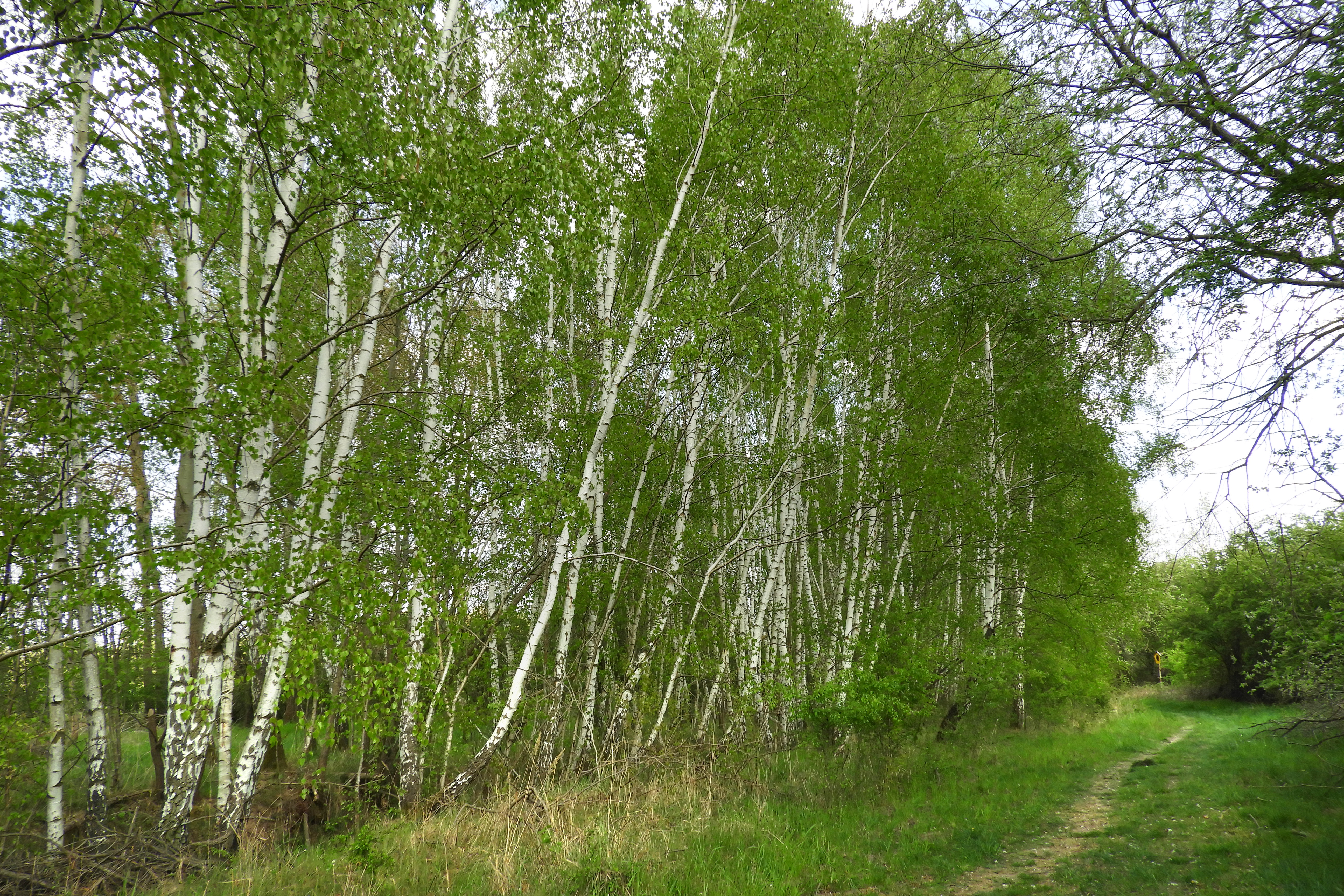
Zwischen den Naturschutzgebieten „Werraaue bei Berka und Untersuhl“ und „Obersuhler Aue“, verlaufen der Grenzwanderweg „Grünes Band“ und der „Werra-Burgen-Steig X5“.

Die Aue ist über Rad- und Wanderwege von Obersuhl und Berka aus zu erreichen. Von der Berkaer Allee, die das Schutzgebiet durchquert, ist der geschützte Bereich gut einsehbar. Im Bereich zwischen der Aue und dem thüringischen Naturschutzgebiet „Werraaue bei Berka und Untersuhl“ verlaufen der Grenzwanderweg „Grünes Band“ und der „Werra-Burgen-Steig X5“.